# Jason Flickinger
Jason Flickinger (9 de mayo de 1977) es un deportista estadounidense que compitió en remo. Ganó una medalla de oro en el Campeonato Mundial de Remo de 2003, en la prueba de cuatro con timonel.

## Palmarés internacional
| Campeonato Mundial | Campeonato Mundial | Campeonato Mundial | Campeonato Mundial |
| Año                | Lugar              | Medalla            | Prueba             |
| ------------------ | ------------------ | ------------------ | ------------------ |
| 2003               | Milán (Italia)     | Medalla de oro     | Cuatro con timonel |